# Stazione di Cahors
La stazione di Cahors (in francese Gare de Cahors) è la principale stazione ferroviaria di Cahors, Francia.